# 余之之
余之之（英語：Audrey Yue Gi Gi，2005年9月5日—），曾就讀嘉諾撒聖心幼稚園，嘉諾撒聖方濟各學校及滙基書院（東九龍）。9歲至13歲為MGO綠色新世紀樂團和南區管弦樂團小提琴手；並12歲開始至今為香港青年愛樂樂團小提琴手成員，15歲考獲英國皇家音樂學院八級小提琴及八級鋼琴資格。出道初期主要拍攝廣告，代表作惠康超級市場電視廣告片，政府醫療廣告片等。其後現於無綫電視電視劇演出，當中以劇集心戰飾演靳芷縈一角，令觀眾對之之更為熟識。代表作《心戰》。其妹妹為余玥瑤。近年成為「黃翠如童年」的演員。

## 演出作品

### 電視劇（無綫電視）
| 首播   | 劇名               | 角色                |
| ------ | ------------------ | ------------------- |
| 2011年 | 誰家灶頭無煙火     | 花女                |
| 2011年 | 法證先鋒III        | 鍾學心（童年）      |
| 2012年 | 心戰               | 靳芷縈（童年）      |
| 2012年 | 造王者             | 宮女                |
| 2012年 | 愛·回家 (第一輯)   | 學魔法學生          |
| 2013年 | 師父·明白了        | 歡喜/喜吱吱（童年） |
| 2013年 | 舌劍上的公堂       | 周菊（童年）        |
| 2013年 | 貓屎媽媽           | 邊恕人（童年）      |
| 2014年 | 愛我請留言         | 茹初見（童年）      |
| 2014年 | 新抱喜相逢         | 祝凱君（童年）      |
| 2014年 | 飛虎II             | 米米                |
| 2015年 | 師奶MADAM          | 湯伶俐              |
| 2015年 | 倩女喜相逢         | 聶小倩（童年）      |
| 2015年 | 衝線               | 林秀怡（童年）      |
| 2016年 | 巾幗梟雄之諜血長天 | 金韞凌（童年）      |
| 2020年 | 踩過界II           | 朱智賢（童年）      |
| 2020年 | 金宵大廈2          | 學生                |
| 2020年 | 換命真相           | 學生                |

## MV演出
- C AllStar《天梯》TVB版
- 容祖兒《十三點》
- 曹震豪《安啦安啦》

## 電視廣告
- 2009：漁農自然護理署－人樹共融@導演王嘉明
- 2009：麥當勞電視廣告
- 2009：假日酒店電視廣告
- 2009：TVB聖誕節廣告
- 2010：藍威寶廣告_廣告歌Joyful Day_馮曦妤
- 2010：星展銀行廣告－排球女將篇
- 2010：內地廣告－中國電郵局
- 2010：交通安全過馬路廣告
- 2010：醫療改革廣告
- 2010：香港商機廣告
- 2010：迪士尼酒店兒童工作坊廣告
- 2010：迪士尼樂園movie動畫藝術教室廣告
- 2011：SONY 手提攝錄機－芭蕾舞篇
- 2011：大家樂一哥豬扒篇_廣告歌_千載不變_馮曦妤
- 2011：司各脫
- 2011：殺牠死煙霧殺蟲劑
- 2011：百老匯@容祖兒-同·享 生活-沙灘篇
- 2011：新加坡廣告－新加坡樓盤廣告
- 2011：家庭醫生一  囡囡篇
- 2011：家庭醫生二  爸媽篇
- 2011：家庭醫生三  爺爺篇
- 2011：港鐵－機場快綫@導演麥曦茵
- 2011：ZENSES紙巾廣告@鍾嘉欣
- 2011：MaBelle廣告
- 2011：惠康廣告－超級媽媽篇
- 2012：惠康廣告－財神篇
- 2012：田新廣告
- 2012：金燕窩@美國
- 2013：曼秀雷敦@李麗珊
- 2014：英國保誠保險@ 癌症全護計劃

## 其他
- 2011  TVB 華麗明星親子賽
- 2011  TVB台慶（開幕嘉賓-女童）
- 2011  香港電台：天下父母心-第一集至第七集（飾演　之之）
- 2011  香港電台：非常平等任務-第六集（飾演 Mona姜麗文童年）
- 2012  香港電台：夜不眠 -第一集（飾演　女兒）
- 2013  香港電台：手語隨想曲II
- 2014  香港電台:   醫生與你 -第二集（飾演 劉玉翠童年）

## 資料來源
1. ↑  
.   [2018-01-02]. （原始内容存档于2019-02-26）.
2. ↑  
.   [2012-06-10]. （原始内容存档于2016-03-04）.

## 外部連結
- Audrey （页面存档备份，存于） － 余之之Audrey官方中文首站
- 余之之的新浪微博
- 余之之中國首站的新浪微博